# Herbert Steffny
Herbert Steffny (* 5. September 1953 in Trier) ist ein ehemaliger deutscher Langstreckenläufer, Lauftrainer, Laufbuchautor und Diplom-Biologe.

## Sportliche Karriere
Nach Erfolgen als Jugendlicher im Langstreckenlauf gab er den Leistungssport wegen seines Biologiestudiums auf. Nach dem Studium begann er mit 28 Jahren erneut mit dem Leistungssport und es gelang ihm auf Anhieb ein Sieg beim Echternach-Marathon 1983. Im darauffolgenden Jahr wurde er Dritter beim New-York-City-Marathon, was die beste Platzierung eines deutschen Mannes bei diesem Wettbewerb ist.
1985 wurde Steffny als Sieger des Frankfurt-Hoechst-Marathons Deutscher Meister im Marathonlauf, 1987 Deutscher Meister im 10.000-Meter-Lauf in Gelsenkirchen und 1989 in Vinsebeck Deutscher Meister im Crosslauf. Hinzu kommen Titel im 25-Kilometer-Straßenlauf und im Berglauf.
Als einziger westdeutscher Marathonläufer holte er eine Medaille bei großen internationalen Meisterschaften, als er in 2:11:30 h Dritter bei den Leichtathletik-Europameisterschaften 1986 in Stuttgart wurde. Für die Olympischen Spiele 1984 hatte er zwar die Olympianorm erfüllt, wurde aber letztlich nicht nominiert. Vier Jahre später wurde er dann in den Olympiakader für die Olympischen Spiele 1988 in Seoul berufen. Dort musste er seine Teilnahme am Marathon-Rennen allerdings auf Anordnung der Mannschaftsärzte aufgrund einer fiebrigen Grippe kurz vor dem Start absagen.
Weitere Erfolge:
- Chicago-Marathon: 5. Platz (2:11:17 h) 1986 (persönliche Bestleistung)
- Frankfurt-Marathon: Sieger 1985, 1989, 1991
- München-Marathon: Sieger (2:11:30 h) 1989 mit Streckenrekord
- Pittsburgh-Marathon (USA): Sieger 1991
- Boston-Marathon: 1996 Sieger der Altersklasse Masters (über 40 Jahre)
- Deutsche Bestleistung über 10 Meilen in 46:33 Minuten (Borgholzhausen 1985)

Er startete für Post-Jahn Freiburg.
Mit 50 Jahren startete Steffny 2003 ein Comeback bei den Senioren und wurde Deutscher Seniorenmeister M50 im Cross- und Marathonlauf und über 10 Kilometer, wobei er mit 32:31 min eine deutsche Seniorenbestleistung aufstellte.
Bei einer Größe von 1,79 m wog Steffny in seiner aktiven Zeit 66 kg.

## Sonstiges
Herbert Steffny wurde nach seiner Sportlerkarriere Lauftrainer. Seit 1998 hat er mehrere Bücher (u. a. den Bestseller Das große Laufbuch) zum Lauftraining verfasst.
Er ist seit 1989 Geschäftsführer seiner Firma für Lauf- und Fitnessseminare, Managementtraining und Laufreisen in Titisee-Neustadt im Südschwarzwald, die es Hobby-Läufern ermöglicht, von einem Profi zu lernen. Den ehemaligen Bundesaußenminister Joschka Fischer bereitete er als Trainer auf seine Marathonteilnahmen vor. Auch die Ironman-Europameisterin 2009 und 2010 Sandra Wallenhorst wurde von Steffny im Laufbereich gecoacht.
Für das ARD-Fernsehen arbeitet Herbert Steffny als Co-Kommentator und moderiert die Live-Sendungen bei den City-Marathons in Berlin, Frankfurt, Köln und Mainz. Zusammen mit dem HR-Team wurde er für die Sendung: heimspiel! extra: Frankfurt Marathon für den Deutschen Fernsehpreis 2011 „Beste Sportsendung“ nominiert.
Nebenbei betätigt sich Herbert Steffny als Sportjournalist und Sportfotograf für verschiedene Medien bei den großen Stadtläufen wie New York, Berlin, Frankfurt und Trierer Silvesterlauf. Als ausdauernder Naturfotograf erstellt der Diplom-Biologe seit einigen Jahren für den Südwestverlag Tages-Vogelkalender und arbeitet ehrenamtlich beim NABU Deutschland als Referent und Exkursionsleiter.
Sein älterer Bruder, der Spiridon-Herausgeber Manfred Steffny, war als Marathonläufer zweifacher Olympiateilnehmer.

## Schriften
- mit Ulrich Pramann: Perfektes Marathontraining. In kleinen Schritten zum großen Ziel. Südwest, München 2003, ISBN 978-3-517-06443-7.
- mit Ulrich Pramann, Charly Doll: Perfektes Lauftraining – Das Ernährungsprogramm. Südwest, München 2004, ISBN 978-3-517-06450-5.
- mit Wolfgang Feil: Die Lauf-Diät – Das Kochbuch. Mit neuen Rezepten & Laufplänen zur Stoffwechseloffensive. Südwest, München 2011, ISBN 978-3-517-08665-1.
- Optimales Lauftraining. Vom Einstieg bis zum Halbmarathon – Bewährte Trainingspläne vom Profi – Motivation, Ausrüstung, Ernährung – Tipps, Technik, Taktik. 4. akt. Auflage. Südwest, München 2023, ISBN 978-3-517-09721-3.
- mit Birgit Friedmann, Markus Keller: Marathontraining für Frauen. Optimal vorbereitet – auch für den Halbmarathon Extra. Trainingspläne zur Steigerung der persönlichen Bestzeit. 5. akt. Auflage. Südwest, München 2013, ISBN 978-3-517-08164-9.
- Das große Laufbuch. Vom richtigen Einstieg bis zum Marathon. Alles, was man übers Laufen wissen muss. 12. erweiterte und aktualisierte Auflage. Südwest, München 2024, ISBN 978-3-517-09777-0.
- Vogel-Kalender 2026. Tages-Abreißkalender, Südwest München – ISBN 978-3-517-10363-1